# 克雷文縣
克雷文县（英語：Craven County）是美国北卡罗来纳州東部的一個縣，位於紐斯河河口，面積2,005平方公里。根据2020年美國人口普查，共有人口10萬720人。縣治紐伯恩（New Bern）。該縣成立於1705年12月3日，成立時名為阿奇代爾縣（Archdale），1712年時改為現名；縣名可能紀念卡羅萊納省長官威廉·克雷文，克雷文伯爵（William Craven, Earl of Craven），其子威廉或其孫威廉。